# Wacława Potemkowska
Wacława Potemkowska (ur. 9 grudnia 1898, zm. 2 sierpnia 1944) – autorka książek dla dzieci i młodzieży, m.in.: Wielki spór w piątej klasie, Czterolistna koniczyna, Gaja, Wielka Warszawa.
Wacława Potemkowska urodziła się w Kapuścianach w powiecie racławskim na Podolu. W 1918 zdała maturę w gimnazjum w Winnicy. Studia ukończyła na Wydziale Filozoficznym Uniwersytetu Warszawskiego na kierunku Filologia polska i klasyczna. W 1925 rozpoczęła pracę jako nauczycielka języka polskiego w Koedukacyjnym Gimnazjum Humanistycznym Sejmiku Powiatowego w Sokółce koło Grodna. W latach 1936–1939 była nauczycielką w Państwowym Gimnazjum w Ostrowi Mazowieckiej.
Równocześnie z pracą pedagogiczną Wacława Potemkowska zajmowała się twórczością literacką dla dzieci i młodzieży. Pisała krótkie opowiadania i czytanki, drukowane już od 1921. Sukces odniosła jej powieść "Wielki spór w piątej klasie"; wydania były wznawiane w 1930, 1946 i 1948. Dobrze została też przyjęta powieść "Czterolistna koniczyna" (wyd. 1932/33 rok). W 1931 r. – jako owoc wycieczki pisarki do Grecji – powstały opowiadania oraz powieść Gaja, za którą Potemkowska otrzymała I nagrodę w konkursie Rady Książki i Książnicy "Atlas" oraz została laureatką PEN Klubu Polskiego. W 1939 r. ukazała się powieść obyczajowa Wielka Warszawa.
W czasie okupacji Wacława Potemkowska przebywała w Warszawie, ucząc młodzież na tajnych kompletach. W prasie konspiracyjnej wydawała wiersze patriotyczne. Pod pseudonimem Malwa działała też w szeregach Armii Krajowej.
Była sanitariuszką w Powstaniu Warszawskim. Zginęła 2 sierpnia 1944 r. Została pochowana na Powązkach w kwaterze 332.